# Tahar Sraieb
Tahar Sraieb, né le 5 novembre 1928 à Zarzis et décédé le 16 août 2007 à Zarzis, est un homme politique tunisien.
Il a été le premier maire de sa ville natale de Zarzis, entre 1957 et 1966, avant d'occuper de nombreux postes politiques. Parmi ceux-ci figurent celui de délégué puis de premier délégué à Médenine puis Jendouba, de gouverneur de Sfax puis de Siliana, et de chef de cabinet du ministre de l'intérieur Driss Guiga.
Il a aussi été un militant de la première heure qui participa activement au mouvement de libération du pays. À ce titre, il siège au Conseil consultatif des résistants du Rassemblement constitutionnel démocratique (RCD) au pouvoir.
Il est inhumé à Zarzis le 17 août 2007 en présence du ministre du tourisme, Tijani Haddad, du gouverneur de Médenine et de cadres du RCD.